# Ateloplus joaquin
Ateloplus joaquin är en insektsart som beskrevs av Rentz, D.C.F. 1972. Ateloplus joaquin ingår i släktet Ateloplus och familjen vårtbitare. Inga underarter finns listade i Catalogue of Life.